# Polyrhachis semipolita
Polyrhachis semipolita é uma espécie de formiga do gênero Polyrhachis, pertencente à subfamília Formicinae.